# Òxatres d'Heraclea
Òxatres (en llatí Oxathres, en grec antic Ὀξάθρης Oxáthres) o Oxíatres (Oxyathres, Οξυάθρης Oxyáthres) fou fill del tirà Dionís d'Heraclea del Pont i de la princesa Amastris, filla d'Òxatres, germà de Darios III de Pèrsia.
A la mort de Dionís l'any 306 aC el va succeir junt amb el seu germà Clearc en el tron d'Heraclea, però sota la regència de la seva mare Amastris, ja que tots dos eren menors d'edat. Quan va arribar a la majoria i va assolir el govern, va fer matar la seva mare, crim que va provocar la venjança de Lisímac de Tràcia, que va ocupar Heraclea i va fer matar Clearc i Òxatres.
Segons Diodor de Sicília va regnar disset anys, cosa que situaria la seva execució cap a l'any 288 aC a tot tardar, però potser va ser realment circa el 285 aC segons alguns erudits.